# Kerċem Ajax FC
Der Kerċem Ajax Football Club ist ein maltesischer Fußballverein mit Sitz in Kerċem auf der Insel Gozo. Seine Heimspiele trägt der Verein im Kerċem Ajax Stadium aus.
Der Verein wurde 1953 gegründet und spielt aktuell in der Gozitan First Division, der ersten Liga auf Gozo. Er gehört eher zu den kleinen Vereinen, die oft zwischen der ersten und zweiten Liga pendeln. Größter Erfolg war die Saison 1985/86, in der man erstmals und bisher zum einzigen Male die Meisterschaft gewinnen konnte. Auch den GFA Cup gewannen sie 2005/06 und 2012/13. Bekannte Spieler sind Alfred Effiong und Jeremiah Ani. Auch der ehemalige bulgarische Nationalspieler Stoyko Sakaliev spielte in der Saison 2012/13 für den Verein. 

## Erfolge
- Gozo First Division:  1985/86
- Gozo FA Cup: 2005/06, 2012/13
- Gozo Second Division: 1953/54, 1975/76, 1999/00, 2011/12